# Aeropuerto de Vijayawada
El aeropuerto de Vijayawada (IATA: VGA, OACI: VOBZ) es un aeropuerto que da servicio a Vijayawada en el estado de Andhra Pradesh, India. Está localizado a unos 18 km de la ciudad. Entró en funcionamiento como una base de la Real Fuerza Aérea británica antes de la independencia del país, y la operación comercial del aeropuerto empezó en los años 1970. A agosto de 2019 vuelos procedentes de varias ciudades de India llegan a Vijayawada.

## Historia
El aeropuerto de Vijayawada originalmente era una base aérea de la Real Fuerza Aérea británica durante la Segunda Guerra Mundial. La pista no comenzó a recibir vuelos de pasajeros hasta mediados de los años 1970.
Se inauguró una nueva terminal de pasajeros en enero de 2017, cuya construcción costó 135 millones de rupias. La capacidad de este edificio es tres veces más que la de la antigua instalación. Los funcionarios del aeropuerto han indicado que los vuelos nacionales operarán en la nueva terminal, mientras que la otra servirá a viajeros internacionales. Así operará el aeropuerto hasta que se establezca una terminal integrada que atienda a todos los vuelos; la abertura de esa instalación está prevista para 2021. También se planea ampliar la pista a 3025 m. Una vez completados estos proyectos de expansión, el aeropuerto podrá servir a entre 1,5 y 2 millones de pasajeros al año.
El primer vuelo internacional del aeropuerto salió el 4 de diciembre de 2018 rumbo a Singapur. La línea aérea IndiGo había firmado un contrato con el gobierno estatal para comenzar el servicio. Este acuerdo especificaba que el gobierno le ofrecería a IndiGo una subvención de tres millones de rupias cada mes que los vuelos estuvieran menos de medio completos, por un total de seis meses. El servicio era lucrativo solo al principio; después, era difícil para el gobierno seguir subvencionándolo. The New Indian Express explica que esa es la razón probable por la que el estado no optó por renovar el contrato cuando expiró. IndiGo tomó la decisión de terminar los vuelos a fines de junio de 2019.

## Aerolíneas y destinos
Las siguientes aerolíneas enlazan a Vijayawada con distintas ciudades del país:
| Aerolíneas        | Destinos                                                               |
| ----------------- | ---------------------------------------------------------------------- |
| Air India         | Delhi                                                                  |
| Air India Express | Sharjah                                                                |
| Alliance Air      | Bangalore, Hyderabad                                                   |
| IndiGo            | Bangalore, Chennai, Hyderabad, Kadapa, Shirdi, Tirupati, Visakhapatnam |

## Estadísticas
Ver fuente y consulta Wikidata.